# Dix lectures
Les dix récitations ou dix lectures sont dix Qira'ates et récitations du Coran approuvées par les érudits dans leurs recherches pour déterminer les récitations fréquentes (canoniques),.

## Histoire
Le Coran a été révélé en sept ahruf ou lettres, et les lettres ne sont pas seulement écrites, mais aussi en prononciation, sens, voyelle, signes de dotation et brièveté, et en raison des différents accents et dialectes des Arabes à qui le Coran a été révélé.
Uthman ibn Affan a compilé le Coran en une seule formation, et il y a sept récitations fixes et trois lectures complémentaires des sept, donc les dix lectures sont terminées, et toutes ces lectures et leurs déclarations ont été rapportées par Muhammad, et ont été transmises par les Sahaba, le Tabi'un, et ainsi de suite.

## Propagation
La plupart de ces dix récitations sont connues des savants et des personnes qui les ont reçues, et leur nombre est dû à leur diffusion dans le monde islamique, .
Cependant, la population générale des musulmans dispersés dans la plupart des pays du monde islamique, leur nombre estimé à des millions, a lu le récit de Hafs sur l'autorité d'Aasim.
Dans les pays du Maghreb, on lit en récitant l'imam Nafi, qui est l'imam des habitants de Médine, qu'il s'agisse du récit de Warsh ou du récit de Qalun,.
Au Soudan et à l'Hadramaout, ils ont lu la narration qu'Al-Duri a racontée sous l'autorité d'Abu Amr.

## Présentation
Lorsque les dix récitations se sont stabilisées scientifiquement, après une augmentation de trois autres lectures ajoutées à l'Ahruf et les récitations des Sept lecteurs par l'Imam Ibn al-Jazari, le total est devenu dix lectures, et ces trois lectures ajoutées sont les lectures de ces Imams, :
- Abu Jaafar al-Madani (ar)[13],[14].
- Yaqoub al-Hadrami (ar)[15],[16].
- Khalaf ibn Hisham[17],[18].

## Récitations
Les dix récitations prouvées et vérifiées des Imams Qāriʾs du Coran sont dans l'ordre :
1. Récitation de Nafiʽ al-Madani.
2. Récitation d' Ibn Kathir al-Makki.
3. Récitation d'Abou Amr de Bassorah.
4. Récitation d' Ibn Amir ad-Dimashqi.
5. Récitation d'Aasim ibn Abi al-Najud.
6. Récitation de Hamzah az-Zaiyyat.
7. Récitation d'Al-Kisa'i.
8. Abu Jaafar al-Madani (ar) récitation.
9. Yaqoub al-Hadrami (ar) récitation.
10. Récitation de Khalaf ibn Hisham.

## Riwayates (narrations)
Il existe deux versions de lecture ou riwaya pour chacune des dix récitations, qui compte vingt riwayates confirmés :
| N° | Qāriʾ                     | Riwayates                                                                              |
| -- | ------------------------- | -------------------------------------------------------------------------------------- |
| 01 | Nafiʽ al-Madani           | - Récitation de Warsh - Qalun recitation (ar)                                          |
| 02 | Ibn Kathir al-Makki       | - Al-Bazzi recitation (ar) - Qunbul recitation (ar)                                    |
| 03 | Abou Amr de Bassora       | - Al-Duri 'an Al-Basri recitation (ar) - As-Soussi recitation (ar)                     |
| 04 | Ibn Amir ad-Dimashqi      | - Hisham recitation (ar) - Ibn Thaqouan recitation (ar)                                |
| 05 | Aasim ibn Abi al-Najud    | - récitation de Shu'bah - Hafs recitation (ar)                                         |
| 06 | Hamzah az-Zaiyyat         | - Khalaf recitation (ar) - Khallad recitation (ar)                                     |
| 07 | Al-Kisa'i                 | - Al-Layth recitation (ar) - Al-Duri 'an Al-Kissa'i recitation (ar)                    |
| 08 | Abu Jaafar al-Madani (ar) | - Isa ibn Wirdan alhidha' Al-Madani récitation - Récitation de Sulaiman ibn Jummaz     |
| 09 | Yaqoub al-Hadrami (ar)    | - récitation Ruwais - Récitation Ruwh ibn abd Al-Momen                                 |
| 10 | Khalaf ibn Hisham         | - Ishaq ibn Ibrahim Al-Warraq récitation - Idris ibn Abd Al-Karim Al-Haddad récitation |

## Voir également
- Qira'at
- Ahruf
- Sept lecteurs
- Ijazah
- Special recitations (ar)